# Wikipedia în catalană
Wikipedia în catalană (în catalană Viquipèdia en català) este versiunea în limba catalană a Wikipediei, și se află în prezent pe locul 17 în topul Wikipediilor, după numărul de articole.  În prezent are peste 430 000 de articole.
| Evoluția numărului de articole |